# Regno di Middag
Il Regno di Middag era un regno ubicato nella Taiwan centrale. Il regno fu fondato dalle tribù aborigene taiwanesi dei Popora, dei Babuza, dei Pazeh e degli Hoanya. Il regno occupava le attuali Taichung, Changhua e Nantou. Fu fondato nel XVI secolo, prima che gli Europei giungessero a Taiwan. Sopravvisse ai governi dei coloni europei e al Regno di Tungning guidato da Koxinga. Tuttavia, il regno fu conquistato all'incirca nel 1732 dalle forze Qing sotto l'amministrazione dell'imperatore Yongzheng.

## Nomi
Il Regno di Middag è il nome occidentale per il regno. A Taiwan, è noto come il regno di Dadu (cinese tradizionale: 大肚王國; pinyin: Dàdù Wángguó; Wade-Giles: Tà-tù Wáng-kuó), Dadu essendo il nome moderno della capitale storica Middag.
Anche il sovrano del regno aveva diversi titoli. Il nome olandese del titolo era Keizer van Middag, il nome tedesco era Keiser von Mittag, il nome hoklo era Quata Ong (pe̍h-ōe-jī: Khoa-ta Ông), e il nome aborigeno più comune era Lelian ("Re Sole").

## Storia
Il regno venne per la prima volta in contatto con l'Occidente all'inizio del XVII secolo. Dopo che la Compagnia Olandese delle Indie Orientali ebbe stabilito il suo avamposto a Taoyoan nel 1624, in alcune occasioni entrò in conflitti armati con il regno, e alla fine fu in grado di costringerlo alla sottomissione. Il regno, tuttavia, mantenne il suo status semiautonomo, ed ebbe l'autorità per bandire le attività missionarie europee nel suo territorio, Generalmente parlando, il regno mantenne relazioni amichevoli con gli Olandesi.
Nel 1662, il lealista Ming Koxinga ed i suoi seguaci cinsero d'assedio l'avamposto olandese, e alla fine fondarono il Regno di Tungning. Tungning e Middag erano costantemente ai ferri corti a causa delle relazioni amichevoli di Middag con gli Olandesi, e dell'ostilità fra la popolazione del regno e gli Han che costituivano la popolazione di Tungning. Inoltre, il Regno di Tungning aveva un bisogno costante di espansione al fine di realizzare il suo obiettivo supremo - sconfiggere l'impero Qing e restaurare la dinastia Ming. Pertanto, i due regni si scontrarono in numerose occasioni, con il territorio di Tungning che si espandeva gradualmente e Middag costretto a ritirarsi.
Dopo il successo della campagna dei Qing che ebbe come risultato la capitolazione del Regno di Tungning, il Regno di Middag affrontò un nemico ancora più potente e abile. Durante il regno dell'imperatore Qing Yongzheng nel XVIII secolo, il regno fu costantemente in guerra con l'impero, e subì numerose sconfitte, fino al crollo e alla scomparsa definitivi. I suoi discendenti sono sparsi nell'attuale Puli nella regione centrale di Taiwan.